# Oliver Smithies

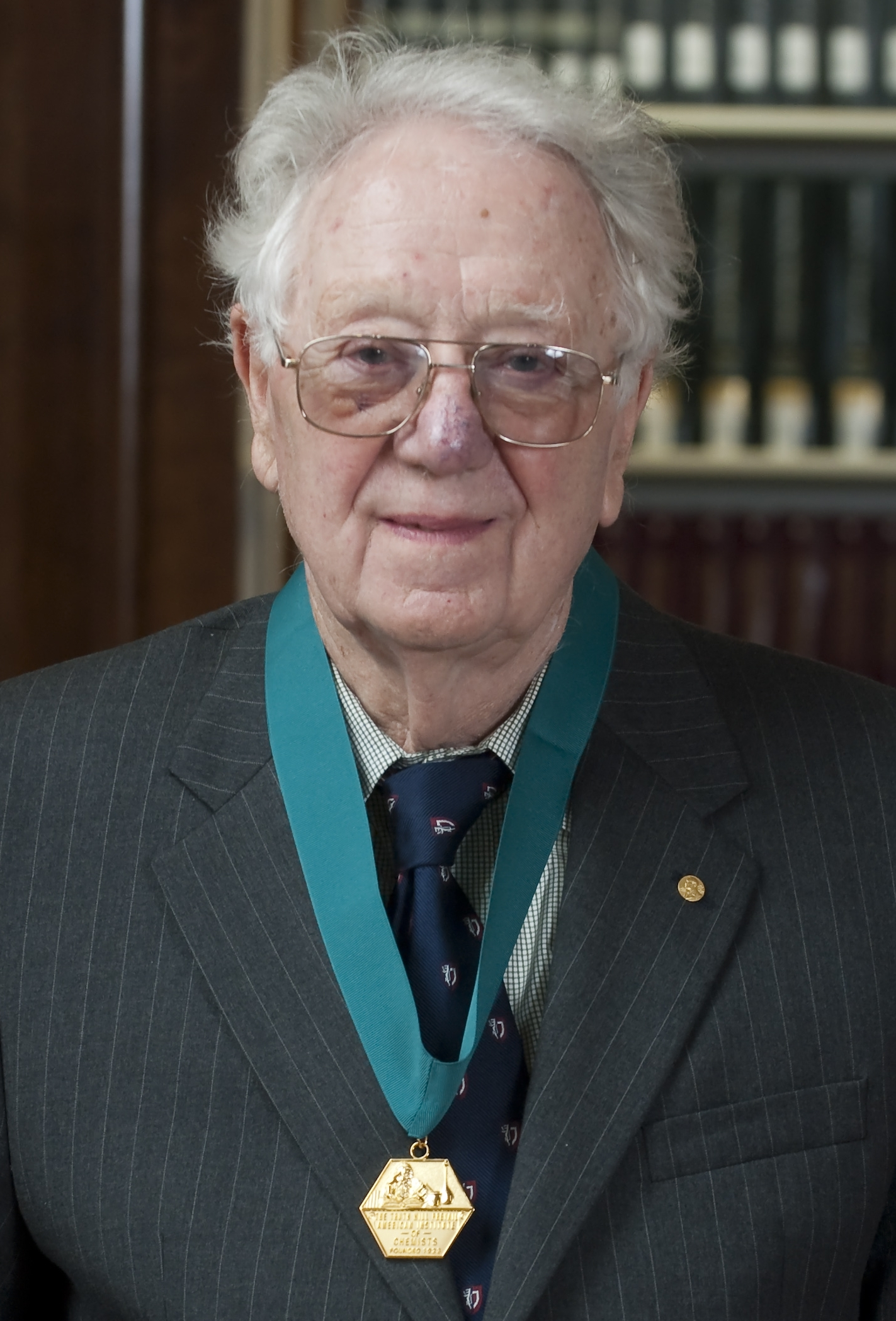
Oliver Smithies (2009)

Oliver Smithies (23 tháng 6 năm 1925 – 10 tháng 1 năm 2017) là một nhà di truyền học người Mỹ sinh ra ở Anh. Ông đã phát hiện ra điện di gel vào năm 1955. Oliver Smithies được trao Giải Nobel Sinh lý học và Y khoa năm 2007, cùng với Mario R. Capecchi và Sir Martin Evans vì họ đã đồng thời "đã khám phá ra kỹ thuật định hướng gene gây biến đổi gene ở chuột bằng cách sử dụng các tế bào nguồn tạo phôi (ES cells)", họ đã phát hiện ra kỹ thuật tái tổ hợp tương đồng của DNA biến đổi gen với gen DNA, một phương pháp đáng tin cậy hơn rất nhiều thay đổi hệ gen của động vật so với trước đây được sử dụng, và kỹ thuật đằng sau định hướng gen và các con chuột bị gây mê.
Smithies sinh ra ở Halifax, West Yorkshire, Anh. Ông nói rằng tình yêu của ông về khoa học đến từ một niềm đam mê đầu với radio và kính thiên văn.
Ông học Sinh lý học và có bằng cử nhân hạng nhất năm 1946 và sau đó nhận được bằng cử nhân thứ hai về hóa học. Ông cũng nhận bằng thạc sĩ năm 1951 và một tiến sĩ hóa sinh học năm 1951 tại Balliol College, Oxford. Học bổng cho học Oxford, Smithies đã bỏ trường y khoa để nghiên cứu hóa học.